# تپه حضرت سلطان
تپه حضرت سلطان مربوط به سدهٔ ۳ تا ۶ ه.ق است و در شهرستان درگز، روستای حضرت سلطان واقع شده و این اثر در تاریخ ۱۰ دی ۱۳۸۱ با شمارهٔ ثبت ۶۷۲۴ به‌عنوان یکی از آثار ملی ایران به ثبت رسیده است.